# Rhodospatha oblongata
Rhodospatha oblongata Poepp. – gatunek wieloletnich, wiecznie zielonych pnączy z rodziny obrazkowatych, pochodzących z tropikalnych regionów Ameryki Południowej, zasiedlających wilgotne lasy równikowe.